# Rizá (ort i Grekland, Mellersta Makedonien)
Rizá (Riza) är en ort i Grekland.   Den ligger i prefekturen Chalkidike och regionen Mellersta Makedonien, i den nordöstra delen av landet, 280 km norr om huvudstaden Aten. Rizá ligger 363 meter över havet och antalet invånare är 487.
Terrängen runt Rizá är kuperad söderut, men norrut är den platt. Terrängen runt Rizá sluttar norrut. Runt Rizá är det ganska glesbefolkat, med 21 invånare per kvadratkilometer. Närmaste större samhälle är Polýgyros, 14,3 km söder om Rizá. 